# Иван Фирсов
Иван Фирсов (на руски: Иван Иванович Фирсов) е руски живописец от XVIII век.

## Биография
Фирсов е роден около 1733 г. в Москва. Между 1747 и 1756 г. учи и работи в „Канцелярии от строений“ (държавно учреждение, занимаващо се със застрояването на Санкт Петербург и дворцовото строителство). През 1750 г. става придворен художник. Изпълнява декоративни стенописи в петербургските дворци и църкви, прави украси за празненства, рисува икони и театрални декори.
Фирсов е автор на едно от първите произведения на руската жанрова живопис – картината „Младия художник“, създадена през втората половина на шейсетте години на XVIII век и намираща се в Третяковската галерия. Картината се отличава с непринуденост.